# Chiesa dei Santi Fabiano e Sebastiano (Rivalto)
La chiesa dei Santi Fabiano e Sebastiano si trova a Rivalto, una frazione del comune di Chianni.

## Storia e descrizione
La chiesa mostra chiaramente i segni di numerosi rifacimenti avvenuti nel corso dei secoli. La facciata conserva lo stemma della nobile famiglia fiorentina Mazzinghi.
In origine era ad unica navata; nel corso del XVII secolo fu aggiunta una navatella laterale, inglobando un chiostro, per ampliare l'edificio. L'interno oggi si presenta spoglio di gran parte dell'arredo originario, di cui rimangono due dipinti raffiguranti i Santi Fabiano e Sebastiano e la Madonna addolorata, del XVII secolo, ed una pala d'altare in terracotta dipinta raffigurante la Vergine col bambino, san Domenico, santa Caterina e il beato Giordano da Rivalto in abito domenicano.
A destra dell'edificio sorge il bel campanile in laterizi, che conserva ancora la bifora originale.